# Paisley Underground
Le Paisley Underground est un genre de rock alternatif, ayant émergé à Los Angeles, popularisé dans les années 1980. Les groupes de Paisley Underground incorpore psychédélique, harmonies vocales riches et guitare dans le style folk rock inspiré des Byrds.

## Histoire
Le terme de « Paisley Underground » date de fin 1982, avec un commentaire de Michael Quercio du groupe The Three O'Clock, dans une entrevue avec le magazine LA Weekly ,.
Hormis Los Angeles, l'aire urbaine de Sacramento/Davis est quelque part cité comme le berceau des groupes Paisley Underground, qui se délocaliseront plus tard à Los Angeles,. « The Suspects était un groupe originaire de Davis entre 1979 et 1981 mené par deux DJ de KDVS (le guitariste Steve Wynn et la bassiste Kendra Smith), avec Russ Tolman à la guitare secondaire et Gavin Blair à la batterie. Steve et Kendra se séparent à LA et forment Dream Syndicate, un groupe fantastique mêlant Velvet Underground, Quicksilver Messenger Service et énergie du punk. »
Les groupes basés à Davis, Thin White Rope et Game Theory, « profitent également du succès en tant que groupes Paisley Underground. » Quercio de The Three O'Clock est l'auteur en 1984 de l'EP des Game Theory intitulé Distortion,.
Le genre revit en 2013 avec la réunion de groupes originaux. Après 25 ans de séparation, The Three O'Clock se reforme et joue au Festival de Coachella. Michael Quercio (chant/basse), Louis Gutierrez (guitare), et Danny Benair (batterie) sont rejoints par Adam Merrin (clavier). En décembre 2013, quatre groupes Paisley Underground de nouveaux réunis — The Bangles, The Three O'Clock, Dream Syndicate, et Rain Parade — jouent ensemble au Fillmore de San Francisco. Selon Steve Wynn en avril 2014, les quatre groupes sont toujours en activité et continuent à jouer séparément.